# ルドン (イル＝エ＝ヴィレーヌ県)
ルドン （フランス語およびブルトン語:Redon、ガロ語:Rdon）は、フランス、ブルターニュ地域圏、イル＝エ＝ヴィレーヌ県のコミューン。

## 地理
ウスト川とヴィレーヌ川の合流地点に位置する。レンヌの60km南西、ヴァンヌの東50km、ナントの北西60kmに位置する。

## 歴史

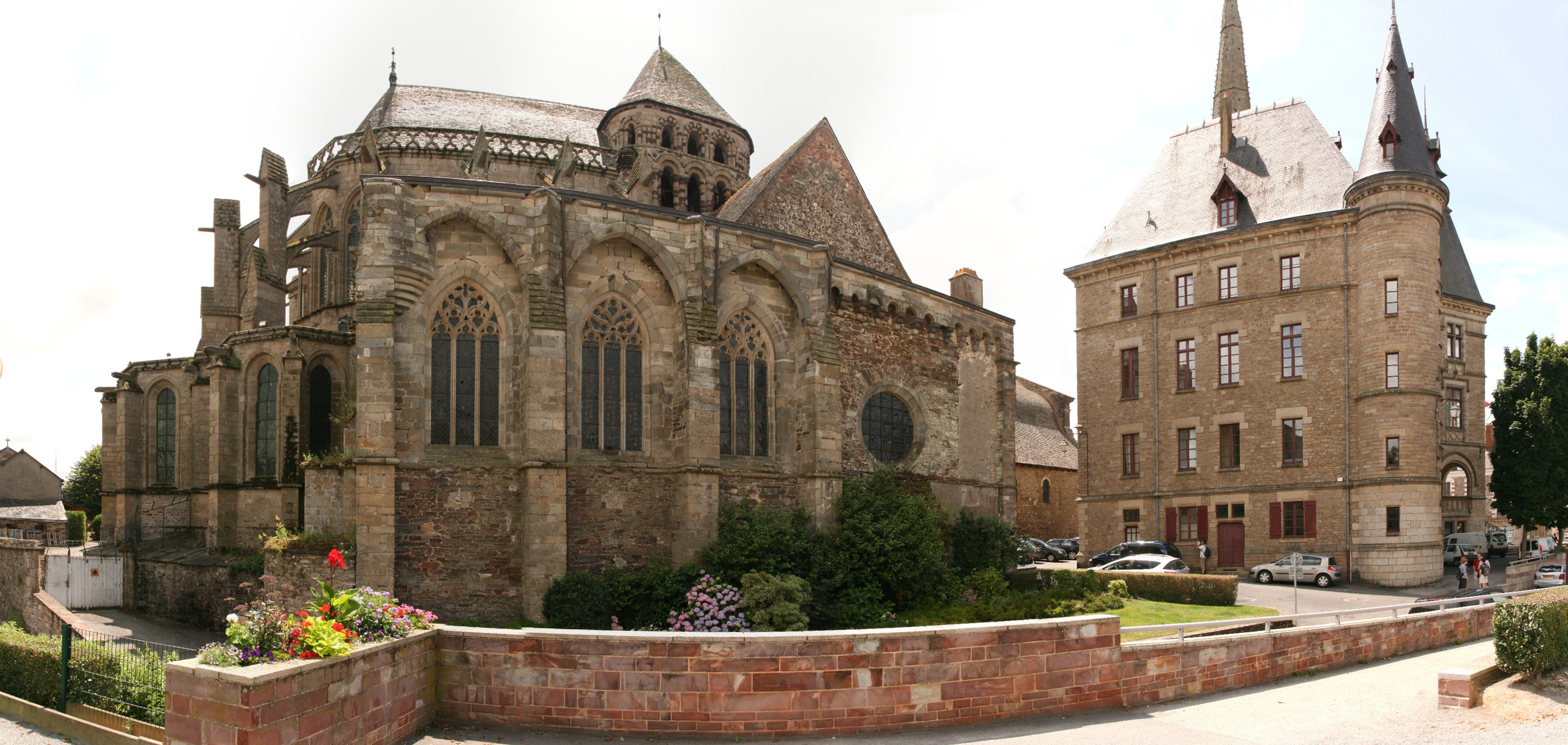
左がサン＝ソヴール修道院、右が市役所庁舎

832年以前の、この地域に関する文献は少ない。ケルト系のレドネス族（fr:Redones）のウィクス（en:Vicus、小さな町）があったとみられている。
ケルト語で浅瀬を意味するRotonがRodonに変化したという仮説は、現在のルドンの物理的状況が証拠として示されている。832年、Conwoïonがこの町をつくった。丘の頂上部からヴィレーヌ川とウスト川の合流部分が発見すると、ヴァンヌ司教座の助祭とその追従者たちは全員がこの地に関心を抱いた。侵入者から守られたこの地は静かで、瞑想の理想に満ちていた。助祭を辛抱するラトヴィリはこの地の領主となって、修道院を建てるための土地を寄進した。832年、板張りの小さな礼拝堂がつくられた。ブルターニュ総督であったノミノエは、この修道院が崇敬を集めるよう支援を842年から853年に行い、木造の建物は最初の石造りの教会へ建て替えられた。Conwoïonは868年にこの地で没した。このことはいまもルドン特許状台帳に存在し、ラテン語で書かれている。この記録はレンヌ大司教座が保管するところとなり、歴史家たちが重要な文献とみなしている。
851年、ノミノエの子エリスポエは、ルドン近郊バル（現在のバン＝シュル＝ウスト）にてフランク族を退けた。
修道会施設の周囲で徐々に人口が定着し、修道会の土地はやがて教区となった。1000年を過ぎて教会は手狭になり、大きな教会を建てるべきと考えられていた。
中世のルドンは、ヴィレーヌ川に面する利点を利用して、河川輸送で栄えていた。この名残は、川流域の旧家にある。
14世紀のルドンは、3つの正門、3つの裏門、13の塔のある城壁で囲まれていた。旧市街からは城壁の遺構が出土している。
1449年、ブルターニュ公フランソワ1世は、ローマ教皇エウゲニウス4世からルドンに司教座設置を許可する教書を授かった。フランソワ1世はルドンを愛し、ルドンの教会をたたえるために死後自らを埋葬して欲しいとさえ願った。しかし自らの勢力がそがれることを恐れたレンヌ司教、ヴァンヌ司教、ナント司教が反対したため計画は頓挫した。女公アンヌ時代の1488年、わずかな間ルドンに宮廷があった。
16世紀以降、港の発展促進のためヴィレーヌ川に運河が開かれた。このおかげで海上をゆく大型船が、レンヌの外港ルドンまで航行可能となった。ヴィレーヌ川の港に係留し、潮の流れにしたがって、船は積荷を下ろしたり、平底船やボートに積み替えてレンヌまで川を上ることができた。デュゲ＝トルアン埠頭は、17世紀から18世紀にかけての船主や貿易業者の住宅が立ち並ぶ、ルドンの河川輸送で繁栄した時代の名残となっている。
1836年にナント＝ブレスト運河が流れ始め、流域が拡大した。19世紀の数十年間、河川輸送活動と産業発展はルドン住民の経済の心臓部であった。1862年、レンヌ、ナント、パリ、カンペールへとつながる鉄道が開通した。
20世紀には工業活動がルドン経済を強力に後押しした。1980年代まで、機械工業と織物工業が盛んだった。
2007年9月現在、コミューン内の児童約13.8%が、ブルトン語との二言語学校で初等教育を受けている。

## 交通
- 鉄道 - ルドンは、TERブルターニュの交差地点である。

## 人口統計
| 1962年 | 1968年 | 1975年 | 1982年 | 1990年 | 1999年 | 2006年 | 2010年 |
| ------ | ------ | ------ | ------ | ------ | ------ | ------ | ------ |
| 8876   | 9363   | 9649   | 9170   | 9260   | 9499   | 9601   | 9592   |

参照元:1999年までEHESS、2000年以降INSEE

## 姉妹都市
- アンドーヴァー、イギリス
- ゴッホ (ドイツ)、ドイツ